# Campeonato Boliviano de Futebol de 2020 – Primeira Divisão
A Primeira Divisão do Campeonato Boliviano de 2020, oficialmente chamada de División de Fútbol Profesional ou de forma mais simples División Profesional, foi a 43ª edição da principal divisão do futebol boliviano (3ª sob o controle da FBF (FBF) e com o nome de División Profesional). A competição contou com 14 times e foi organizada pela División Profesional de Fútbol, que é uma seção controlada pela FBF para gerir o futebol profissional. A temporada começou em 21 de janeiro de 2020 e terminou em 31 de dezembro do mesmo ano.
Em 31 de dezembro de 2020, o Always Ready conquistou seu primeiro título na División Profesional e o terceiro na era profissional da primeira divisão do futebol boliviano com uma vitória por 2–0 sobre o Nacional Potosí, na vigésima sexta e última rodada do Torneo Apertura.
A competição ficou suspensa de 16 de março a 27 de novembro de 2020 devido à pandemia de COVID-19.

## Regulamento
Originalmente, a Primeira Divisão de 2020 seria dividida em dois torneios: o Torneo Apertura e o Torneo Clausura, disputados no 1º e 2º semestre do ano, respectivamente. Ambos os torneios teriam o mesmo formato: as equipes jogariam em sistema de todos contra todos em dois turnos, totalizando 26 jogos para cada. O primeiro colocado seria declarado campeão do respectivo torneio e se classificaria para a fase de grupos da Libertadores de 2021 (como Bolívia 1 se ganhar o Apertura ou Bolívia 2 se ganhar o Clausura). Existiria uma tabela acumulada (classificação geral) de todas as 52 rodadas jogadas (26 do Apertura + 26 do Clausura). Ela serviria para designar as vagas restantes para a Copa Libertadores de 2021, as 4 vagas para a Copa Sul-Americana de 2021 e também o rebaixamento. Na questão deste último, definir-se-ia da seguinte forma: o último colocado seria diretamente rebaixado para a Copa Simón Bolívar (a 2ª divisão boliviana), enquanto o penúltimo jogaria, tendo a vantagem do mando de campo no jogo de volta, uma repescagem em ida e volta contra o vice-campeão da citada copa.
No entanto, por causa da extensão da pandemia de COVID-19 na Bolívia, o torneio Clausura acabou sendo cancelado. O torneio Apertura passou a ser a única competição a ser disputada até o final da temporada. A temporada foi retomada em 28 de novembro de 2020 com a disputa da 13.ª rodada e será concluída em 31 de dezembro de 2020 com a disputa da 26.ª e última rodada. Ao final, sairá desse torneio os classificados para as vagas nas competições internacionais da CONMEBOL. Além disso, foi decidido que nenhum clube será rebaixado no final da temporada.

### Critérios de desempate
Caso haja um empate em pontos entre duas equipes na 1ª colocação do Apertura ou do Clausura, bem como na penúltima ou última colocação da tabela geral, será jogada uma partida em campo neutro, com cobrança de pênaltis em caso de empate no tempo normal. O vencedor passa a frente do perdedor na tabela.
Entretanto, caso as situações citadas ocorram entre mais de dois times, ou então caso haja um empate em pontos entre dois ou mais times em quaisquer outras posições, usam-se estes critérios, na seguinte ordem:
1. Saldo de gols
2. Número de gols marcados
3. Número de gols marcados fora de casa
4. Sorteio

## Participantes

### Promovidos e rebaixados em 2019
O Sport Boys Warnes foi marginado, desfiliado da Divisão Profissional e suspenso por 5 anos do profissionalismo devido a ter dado um W.O. na última rodada do Clausura (28/12/2019), contra o Real Potosí. O mando de campo era do Real, no estádio Victor Agustín Ugarte, e o time sequer viajou para Potosí, alegando não ter conseguido comprar as passagens. Como não houve justificativas plausíveis, a Federação aplicou o artigo 48 e assim fez com o Toro Warneño. 
O Destroyers foi rebaixado para a Copa Simón Bolívar de 2020 depois de terminar na última posição da classificação geral na temporada anterior. Ambas as equipes foram substituídas pelo Atlético Palmaflor e Real Santa Cruz, campeão e vice-campeão da Copa Simón Bolívar de 2019, respectivamente.
| Pos. | Rebaixados da División Profesional |
| ---- | ---------------------------------- |
| 13º  | Sport Boys Warnes                  |
| 14º  | Destroyers                         |

| Pos. | Promovidos da Copa Simón Bolívar |
| ---- | -------------------------------- |
| 1º   | Atlético Palmaflor               |
| 2º   | Real Santa Cruz                  |

### Informação das equipes
| Equipe             | Cidade                  | Departamento | Estádio (mando)            | Capacidade | Títulos (último)    |
| ------------------ | ----------------------- | ------------ | -------------------------- | ---------- | ------------------- |
| Always Ready       | La Paz                  | La Paz       | Municipal de Villa Ingenio | 25 000     | 2 (último em 1957)  |
| Atlético Palmaflor | Quillacollo             | Cochabamba   | Municipal de Quillacollo   | 5 000      | 0 (nenhum)          |
| Aurora             | Cochabamba              | Cochabamba   | Félix Capriles             | 32 000     | 2 (último em 2008)  |
| Blooming           | Santa Cruz de la Sierra | Santa Cruz   | Ramón Tahuichi Aguilera    | 38 000     | 5 (último em 2009)  |
| Bolívar            | La Paz                  | La Paz       | Hernando Siles             | 42 000     | 28 (último em 2017) |
| Guabirá            | Montero                 | Santa Cruz   | Gilberto Parada            | 13 000     | 1 (último em 1975)  |
| Jorge Wilstermann  | Cochabamba              | Cochabamba   | Félix Capriles             | 32 000     | 14 (último em 2018) |
| Nacional Potosí    | Potosí                  | Potosí       | Víctor Agustín Ugarte      | 32 105     | 0 (nenhum)          |
| Oriente Petrolero  | Santa Cruz de la Sierra | Santa Cruz   | Ramón Tahuichi Aguilera    | 38 000     | 5 (último em 2010)  |
| Real Potosí        | Potosí                  | Potosí       | Víctor Agustín Ugarte      | 32 105     | 1 (último em 2007)  |
| Real Santa Cruz    | Santa Cruz de la Sierra | Santa Cruz   | Real Santa Cruz            | 14 000     | 0 (nenhum)          |
| Real Santa Cruz    | Santa Cruz de la Sierra | Santa Cruz   | Ramón Tahuichi Aguilera    | 38 000     | 0 (nenhum)          |
| Real Santa Cruz    | Montero                 | Santa Cruz   | Gilberto Parada            | 13 000     | 0 (nenhum)          |
| Royal Pari         | Santa Cruz de la Sierra | Santa Cruz   | Ramón Tahuichi Aguilera    | 38 000     | 0 (nenhum)          |
| San José           | Oruro                   | Oruro        | Jesús Bermúdez             | 33 795     | 4 (atual campeão)   |
| The Strongest      | La Paz                  | La Paz       | Hernando Siles             | 42 000     | 15 (último em 2016) |

## Torneo Apertura

### Classificação
| Pos | Equipe             | Pts | J  | V  | E | D  | GP | GC | SG  | Classificação                                   |
| --- | ------------------ | --- | -- | -- | - | -- | -- | -- | --- | ----------------------------------------------- |
| 1   | Always Ready (C)   | 51  | 26 | 16 | 3 | 7  | 59 | 29 | +30 | Fase de grupos da Copa Libertadores de 2021     |
| 2   | The Strongest      | 50  | 26 | 16 | 2 | 8  | 65 | 35 | +30 | Fase de grupos da Copa Libertadores de 2021     |
| 3   | Bolívar            | 49  | 26 | 15 | 4 | 7  | 60 | 29 | +31 | 2ª fase preliminar da Copa Libertadores de 2021 |
| 4   | Royal Pari         | 46  | 26 | 14 | 4 | 8  | 42 | 34 | +8  | 1ª fase preliminar da Copa Libertadores de 2021 |
| 5   | Jorge Wilstermann  | 42  | 26 | 12 | 6 | 8  | 36 | 28 | +8  | Primeira fase da Copa Sul-Americana de 2021     |
| 6   | Guabirá            | 42  | 26 | 13 | 3 | 10 | 43 | 43 | 0   | Primeira fase da Copa Sul-Americana de 2021     |
| 7   | Nacional Potosí    | 39  | 26 | 11 | 6 | 9  | 34 | 35 | −1  | Primeira fase da Copa Sul-Americana de 2021     |
| 8   | Atlético Palmaflor | 38  | 26 | 11 | 5 | 10 | 29 | 30 | −1  | Primeira fase da Copa Sul-Americana de 2021     |
| 9   | Blooming           | 38  | 26 | 12 | 2 | 12 | 38 | 43 | −5  |                                                 |
| 10  | Oriente Petrolero  | 30  | 26 | 9  | 3 | 14 | 37 | 51 | −14 |                                                 |
| 11  | Aurora             | 23  | 26 | 6  | 5 | 15 | 26 | 37 | −11 |                                                 |
| 12  | Real Potosí        | 23  | 26 | 6  | 5 | 15 | 35 | 59 | −24 |                                                 |
| 13  | Real Santa Cruz    | 23  | 26 | 6  | 5 | 15 | 36 | 62 | −26 |                                                 |
| 14  | San José           | 20  | 26 | 6  | 5 | 15 | 27 | 52 | −25 |                                                 |

1. ↑  O San José foi punido com a perda de três pontos.[5]

### Resultados
| Mandante \ Visitante | CAR | APF | AUR | BLO | BOL | GUA | WIL | NAC | OPE | RPO | RSC | RPA | SJO | STR |
| -------------------- | --- | --- | --- | --- | --- | --- | --- | --- | --- | --- | --- | --- | --- | --- |
| Always Ready         | —   | 4–0 | 1–0 | 8–0 | 2–1 | 2–0 | 1–0 | 2–2 | 4–2 | 4–1 | 6–0 | 2–1 | 1–2 | 4–1 |
| Atlético Palmaflor   | 2–0 | —   | 1–0 | 2–1 | 1–0 | 2–0 | 1–1 | 0–0 | 1–0 | 0–0 | 2–1 | 1–0 | 5–0 | 2–1 |
| Aurora               | 1–1 | 0–0 | —   | 3–2 | 0–1 | 2–0 | 2–1 | 1–1 | 2–1 | 4–0 | 1–1 | 0–1 | 2–0 | 1–2 |
| Blooming             | 0–2 | 3–1 | 4–0 | —   | 2–1 | 1–2 | 2–1 | 2–1 | 3–1 | 2–1 | 1–1 | 1–0 | 4–0 | 1–3 |
| Bolívar              | 0–0 | 3–1 | 3–0 | 3–0 | —   | 5–0 | 1–1 | 4–0 | 4–1 | 0–0 | 4–0 | 4–0 | 2–0 | 5–4 |
| Guabirá              | 2–1 | 2–0 | 2–1 | 1–1 | 2–1 | —   | 1–3 | 1–0 | 1–2 | 4–0 | 1–0 | 4–2 | 4–0 | 3–2 |
| Jorge Wilstermann    | 2–0 | 2–1 | 1–1 | 3–0 | 2–0 | 1–0 | —   | 2–1 | 2–2 | 3–1 | 0–0 | 2–3 | 1–2 | 0–0 |
| Nacional Potosí      | 0–2 | 4–2 | 2–1 | 1–0 | 1–1 | 1–0 | 1–0 | —   | 2–1 | 4–0 | 1–0 | 0–0 | 3–2 | 3–1 |
| Oriente Petrolero    | 2–0 | 0–1 | 2–1 | 1–0 | 3–4 | 2–3 | 0–1 | 1–0 | —   | 2–0 | 3–2 | 2–2 | 1–0 | 0–3 |
| Real Potosí          | 3–5 | 1–0 | 2–1 | 1–3 | 2–3 | 0–1 | 4–1 | 2–3 | 2–2 | —   | 2–1 | 2–2 | 2–1 | 3–5 |
| Real Santa Cruz      | 0–3 | 2–1 | 4–2 | 0–2 | 2–4 | 4–4 | 1–3 | 2–1 | 1–5 | 3–1 | —   | 2–4 | 1–1 | 3–2 |
| Royal Pari           | 4–1 | 3–1 | 1–0 | 2–3 | 1–0 | 2–1 | 3–0 | 4–1 | 1–0 | 1–1 | 0–2 | —   | 2–0 | 1–0 |
| San José             | 1–3 | 1–1 | 1–0 | 1–0 | 2–5 | 2–2 | 0–2 | 1–1 | 4–1 | 1–2 | 4–1 | 0–2 | —   | 1–1 |
| The Strongest        | 2–0 | 1–0 | 2–0 | 3–0 | 2–1 | 6–2 | 0–1 | 3–0 | 7–0 | 3–2 | 4–2 | 4–0 | 3–0 | —   |

## Torneo Clausura
Devido à pandemia de COVID-19 e à suspensão do Torneo Apertura que se estendeu por longos 8 meses, bem como à necessidade de encerrar o calendário da temporada ainda em 2020, o Torneo Clausura que normalmente é disputado no segundo semestre do ano acabou sendo cancelado.

## Estatísticas

### Artilharia
| 0Gols0 | Nome               | Clube              |
| ------ | ------------------ | ------------------ |
| 20     | Marcos Riquelme    | Bolívar            |
| 17     | Jair Reinoso       | The Strongest      |
| 14     | Jefferson Tavares  | Atlético Palmaflor |
| 13     | Javier Sanguinetti | Always Ready       |
| 13     | Willie Barbosa     | The Strongest      |
| 12     | Bruno Miranda      | Royal Pari         |
| 11     | Rolando Blackburn  | The Strongest      |
| 10     | José Caraballo     | Real Santa Cruz    |
| 10     | José Castillo      | Oriente Petrolero  |
| 10     | Fran Pastor        | Real Potosí        |
| 10     | Alejandro Quintana | Guabirá            |

Fonte: FBF (em castelhano), Soccerway (em português) e Los Tiempos (em castelhano)

## Premiação
| Campeonato Boliviano de Futebol de 2020 División de Fútbol Profesional |
| Bolívia                                                                |
| ---------------------------------------------------------------------- |
| Club Always Ready Campeão (3.º título)                                 |